# Ptychohyla macrotympanum
Espèce
Synonymes
- Hyla macrotympanum Tanner, 1957

Statut de conservation UICN

 CR B1ab(iii) : 
En danger critique
Ptychohyla macrotympanum est une espèce d'amphibiens de la famille des Hylidae.

## Répartition
Cette espèce se rencontre entre 700 et 1 700 m d'altitude :
- au Guatemala dans le département de Huehuetenango ;
- dans le sud du Mexique au Chiapas.

## Publication originale
- Tanner, 1957 : Notes on a collection of amphibians and reptiles from southem Mexico, with a description of a new Hyla. The Great Basin naturalist, vol. 17, no 1, p. 52-56 (texte intégral).